# Say No to the World
 (février 2023).
Si vous disposez d'ouvrages ou d'articles de référence ou si vous connaissez des sites web de qualité traitant du thème abordé ici, merci de compléter l'article en donnant les références utiles à sa vérifiabilité et en les liant à la section « Notes et références ».
Say No To The World est le troisième album du groupe de post-hardcore LostAlone. Il est sorti en 2007.

## Liste des titres
Les treize pistes de cet album sont :
1. Elysium
2. Unleash The Sands Of All Time
3. Silence
4. Music And Warm Bodies
5. Ethereal
6. Genevieve
7. Blood Is Sharp
8. Lost Alone
9. Predators In A Maze
10. Awol Sunkissed
11. Our Bodies Will Never Be Found
12. The Star Chorus
13. Standing On The Ruin Of A Beautiful Empire